# يوهان غيورغ (ناخب براندنبورغ)
يوهان غيورغ (Johann Georg؛ 8 يناير 1598 11 سبتمبر 1525) الأمير الناخب لمرغريفية براندنبورغ (1571–1598) ودوق بروسيا. من آل هوهنتسولرن، ابن يواكيم الثاني، ناخب براندنبورغ وزوجته أول ماغدالينه ساكسونيا.
واجه ديون كبيرة تراكمت في عهد والده، ففرض يوهان غيورغ ضريبة على الحبوب دفعت جزءا من الفلاحين إلى الاعتماد على نبلاء كانوا معفيين من الضرائب. رغم المعارضة اللوثرية الشديدة لصعود الكالفينية، سمح بقبول اللاجئين الكالفينيين من الحروب في الأراضي المنخفضة الإسبانية وفرنسا. وقد خلفه ابنه يواكيم فريدرش، ناخب براندنبورغ.
عند وفاة قريبه ألبرشت، دوق بروسيا في عام 1568، ورث دوقية بروسيا ابن هذا الأخير القاصر ألبرشت فريدرش. وكان والد يوهان غيورغ أحد المشاركين في وارثة دوقية بروسيا. في سنة 1577 أصبح ناخبو براندنبورغ مشاركين في الوصاية مع الدوق ألبرشت فريدرش دوق بروسيا.

## الأسرة والأبناء
تزوج يوهان غيورغ ثلاث مرات.
كانت زوجته الأولى الأميرة صوفيا لغنيتسا (1525 - 6 فبراير 1546)، والتي تزوجها سنة 1545. ورزقا بابن واحد:
1. يواكيم فريدرش (27 يناير 1546-1608)

ثانيا، تزوج المرغريفة سابينا براندنبورغ أنسباخ (12 مايو 1529 - 2 نوفمبر 1575)، ابنة غيورغ، مرغريف براندنبورغ أنسباخ في سنة 1548. ورزقا الأبناء التاليين:
1. غيورغ ألبرشت (1555-1557)
2. يوهان
3. ألبرشت
4. ماغدالينا سابينا
5. إردموته (26 يونيو 1561 - 13 نوفمبر 1623)، تزوجت سنة 1577 من الدوق يوهان فريدرش دوق بوميرانيا
6. ماري
7. ماغدالينا
8. مارغاريتا
9. آنا ماريا (3 فبراير 1567 - 4 نوفمبر 1618)، تزوج في 1581 من بارنيم العاشر، دوق بوميرانيا
10. صوفي (6 يونيو 1568-7 ديسمبر 1622)، تزوجت في عام 1582 من كريستيان الأول، ناخب ساكسونيا

ثالثا، تزوج من الأميرة إليزابت أنهالت (15 سبتمبر 1563 - 5 أكتوبر 1607) في 1577. كان لديهم الأبناء:
1. كريستيان (1581-1655)
2. ماغدالينا (7 يناير 1582 - 4 مايو 1616)، تزوجت في 1598 من لودفيغ الخامس، لاندغريف هسن دارمشتات.
3. يواكيم إرنست (1583-1625)
4. أغنيس (1584-1629)، تزوج:
  1. في 1604 دوق فيليب يوليوس بوميرانيا؛
  2. في 1628 دوق فرانتس كارل ساكسونيا لاونبورغ
5. فريدرش (1588-1611)
6. إليزابت صوفيا براندنبورغ (يوليو 13، 1589 - 24 ديسمبر 1629)، تزوجت:
  1. في 1613 إلى الأمير يانوش راديفيو؛
  2. في 27 فبراير 1628 من الدوق يوليوس هاينريش دوق ساكسونيا لاونبورغ
7. دوروتيا سيبيل (19 أكتوبر 1590 - 9 مارس 1625)، تزوجت في عام 1610 من يوهان كريستيان، دوق بريغ
8. غيورغ ألبرشت (1591-1615)
9. زيغسمونت (20 نوفمبر 1592 - 30 أبريل 1640)
10. يوهان (1597-1627)، أسقف هافلبيرغ
11. يوها جورج (1598-1637)